# Zeuxoides helleri
Zeuxoides helleri is een naaldkreeftjessoort uit de familie van de Tanaidae. De wetenschappelijke naam van de soort is voor het eerst geldig gepubliceerd in 1980 door Sieg.